# Samuel Kolega
Samuel Kolega (Ulm, Njemačka, 15. siječnja 1999.), hrvatski je alpski skijaš. Natječe se u slalomu i veleslalomu. Član je hrvatske skijaške reprezentacije.

## Životopis
Brat je alpskog skijaša Eliasa Kolege. Njihov otac je podrijetlom iz Kalija s Ugljana. Majka Sonja bila je rukometašica, koju je trenirao Ante Kostelić. Igrala je zajedno s Maricom Kostelić, suprugom Ante Kostelića. Samuela i njegova brata Eliasa trenirao je Ante Kostelić do 2021. godine.

## Športska karijera
Aktivan u FIS-ovim natjecanjima od studenog 2015., Kolega je debitirao u Europskom kupu u Fjätervålenu u slalomu 5. prosinca 2017. U Svjetskom kupu debitirao je u Kranjskoj Gori u veleslalomu 5. ožujka 2016., a sudjelovao je prvi put na Svjetskom prvenstvu u Sankt Moritzu 2017. 
Na svojim prvim Zimskim olimpijskim igrama u Pyeongchangu 2018. u veleslalomu je zauzeo 37. mjesto. Na Svjetskom prvenstvu u Åreu 2019. osvojio je 38. mjesto u veleslalomu, a na Svjetskom prvenstvu u Cortini d'Ampezzo 2021. nije završio ni veleslalom ni slalom. Na Zimskim olimpijskim igrama u Pekingu 2022. zauzeo je 21. mjesto u veleslalomu i 15. mjesto u slalomu, a na Svjetskom prvenstvu Courchevel/Méribel 2023. bio je 34. u slalomu.
U siječnju 2021. prvi je put osvojio bodove Svjetskog kupa, osvojivši 15. mjesto na utrci na Sljemenu. Njegov prvi veći uspjeh u Svjetskom kupu bilo je šesto mjesto u Adelbodenu 2023. godine.
Kolega i Filip Zubčić bili su među desetoricom najboljih u slalomu u finskom Leviju 17. studenoga 2024, što je bio prvi put da su dvojica hrvatskih skijaša bili među prvom desetoricom. U slalomu u Alta Badiji 23. prosinca 2024. zauzeo je peto mjesto. U Maddoni di Campiglio 8. siječnja 2025. postigao je svoj prvi plasman na postolju osvojivši 3.mjesto.